# 角田寛
角田 寛（すみた ひろし、1921年2月25日 - 2001年5月22日）は、日本の実業家。京阪電気鉄道社長、会長などを務めた。

## 来歴
大阪府出身。1943年9月京都帝国大学工学部電気工学科を卒業。
第四陸軍航空技術研究所、鉄道省での勤務を経て、1947年10月、京阪神急行電鉄に入社。1949年の京阪神急行電鉄からの再分離で京阪電気鉄道に移籍。
1967年11月に取締役に就任し、1972年7月に常務、1977年6月に専務、1979年6月に副社長を経て、1985年3月には社長に就任。1989年6月に会長に就任し、1995年6月には取締役相談役に就任。
1981年11月に藍綬褒章を受章し、1993年11月に勲二等瑞宝章を受章。
2001年5月22日、兵庫県芦屋市の病院で死去。80歳没。